# Райналд (Юлих-Гелдерн)
Райналд IV фон Гелдерн и Юлих (на немски: Rainald von Jülich; на френски: Renaud de Juliers, * ок. 1365, † 25 юни 1423 при Арнхайм) от Дом Юлих-Хенгебах, е от 1402 до 1423 г. херцог на Гелдерн и граф на Цутфен като Райналд IV и на Юлих като Райналд I.

## Произход и наследство
Той е вторият син на херцог Вилхелм от Юлих († 1393) и Мария фон Гелдерн († 1397/1405), дъщеря на Райналд II († 1343). Брат е на бездетния Вилхелм и негов наследник след смъртта му през 1402 г.
През 1423 г. херцог Райналд от Гелдерн и Юлих умира без наследник. Адолф успява да го наследи като херцог на Юлих. В Гелдерн за херцог е избран Арнолд от Егмонт, внук на сестра му Йохана.

## Фамилия
Райналд се жени на 5 май 1405 г. за Мария († след 1427), дъщеря на Жан VI от Аркур и Омал (1342 – 1389) и Катерина (1342 – 1427), дъщеря на Пиер I дьо Бурбон. Бракът е бездетен. Часословът на съпругата му е запазен до днес. Вдовицата му Мария се омъжва през 1426 г. за Руперт († 1431), син на Адолф, херцог на Юлих-Берг.
Херцогът има един извънбрачен син с името Райнарт (Reinart, Bastard von Jülich) и го жени през 1410 г. за Алверадис, дъщерята на умрелия рицар Рост фон Дистерних.